# Fumana
Fumana es un género de 60 especies  de plantas perteneciente a la familia de las Cistáceas.

## Descripción
Son matas pequeñas, muy ramificadas. Hojas opuestas o alternas, con o sin estípulas. Cáliz con 5 sépalos, los 2 externos más pequeños que los internos; los internos con costillas marcadas. Corola amarilla. Androceo con estambres externos estériles. Ovario tricarpelar. Estilo más o menos arqueado en la base. Cápsula abriéndose hasta la base por 3 valvas patentes, con 6-12 semillas.

## Taxonomía
El género fue descrito por (Dunal) Spach y publicado en Annales des Sciences Naturelles; Botanique, sér. 2, 6: 359. 1836. La especie tipo es: Cistus fumana L. 
Etimología
Fumana: nombre genérico dado por Thomas Bartholin (1673) que llamó Herba fumana a lo que luego Linneo nombró Cistus Fumana L., quizá por su aspecto grisáceo, como ahumado (del latín fumus = "humo".

## Especies seleccionadas
- Fumana aciphylla Boiss.
- Fumana anatolica Hausskn. ex Bornm.
- Fumana arabica Spach
- Fumana arbuscula Ball
- Fumana baetica J.Güemes
- Fumana barrelieri Rouy & Foucaud
- Fumana bonapartei Maire & Petitm.
- Fumana coridifolia (Vill.) P.Fourn.
- Fumana procumbens Gren. & Godr.
- Fumana thymifolia (L.) Spach.  ex Webb
- Fumana hispidula